# Personaggi di Marvel Zombi
Elenco dei personaggi presenti nella miniserie a fumetti Marvel Zombi, pubblicata negli Stati Uniti d'America dalla Marvel Comics. In essa i supereroi protagonisti della serie vengono infettati da un virus alieno che li trasforma in zombi.
- Uomo Ragno: mentre si avvia verso casa sua, per assicurarsi che Mary Jane e sua Zia May siano al sicuro, l'Uomo Ragno viene morso sulla spalla dal Colonnello America. Una volta giunto a casa, si accorge che il virus inizia a fare effetto, impossibilitato a resistere all'impulso zombie di divorare sua moglie e sua zia. Mentre sta cibandosi degli ultimi resti dei suoi congiunti viene attaccato da Nova, giunto sul posto per assicurarsi che la famiglia Parker stesse al sicuro. Durante lo scontro con Magneto, l'Uomo Ragno cade in volo, frantumandosi un piede. Più avanti, Peter sprofonda nei sensi di colpa ricordandosi tutte le persone innocenti che ha divorato. È uno dei pochi supereroi trasformati in zombie ad aver mangiato il cadavere di Silver Surfer e quindi ad averne assorbito i suoi poteri. Durante lo scontro contro i super-criminali zombi, Peter riesce ad uccidere Venom e a decapitare il Teschio Rosso, e, alla fine della battaglia, divora Galactus, assorbendone i suoi poteri, e, vagando, assieme al resto dei Marvel Zombi, per la galassia in cerca di cibo. Peter, ritorna poi nella serie Marvel Zombi 2, dotato di un nuovo piede robotico, dove gli zombi, dopo aver divorato l'intero universo, tornano sulla Terra alla ricerca di una via verso una nuova dimensione, e, dopo aver scoperto l'esistenza di alcuni esseri umani erano sopravvissuti, Peter decide di allearsi assieme a Luke Cage e alla Pantera Nera per proteggerli, battendosi contro i suoi vecchi alleati. Durante lo scontro contro il Gladiatore, divide in due la gabbia toracica di Peter, ma grazie a Reynolds, le sue parte organiche vengono riparate. Alla fine del fumetto il figlio di Fabian Cortez teletrasporta Peter ed il resto degli zombie in un'altra dimensione. La storia di Peter continua nella serie, Marvel Zombi il Ritorno, dove viene teletrasportato su una Terra collocata nell'Universo-Z. Qui Peter perde i poteri cosmici, e, al posto delle ragnatele, per spostarsi da un grattacielo all'altro, usa i suoi vasi sanguigni. In questo universo contagia i Sinistri Sei[1] e divora Kingpin. I Sinistri Sei, nel frattempo trasformati in zombie, divorano i compagni e i parenti di Peter, tra cui Mary Jane, così, furioso, per vendicarsi uccide i suoi nemici. Peter, dopo che si è reso conto degli errori, si toglie la pelle e l'abbandona in un cassonetto dell'immondizia, decidendo di non essere più Peter Parker, ma solo l'Uomo Ragno, un supereroe che si impegnerà a trovare un vaccino per fermare la fame degli zombie. Si impegna inoltre di nutrirsi solo di criminali, risparmiando esseri umani innocenti. Infatti pochi minuti dopo si ciberà del Dottor Morbius. Più avanti aiuta il Wolverine della dimensione zeta, ad uccidere il mutante zombi della propria. Infine lo si rivede alleato del Wolverine di quella dimensione, ormai zombi, dello zombi di Hulk e dell'umano Jim Rhodes nei panni di Iron Man, tutti tesi a scoprire un metodo per eliminare il virus zombi. Durante lo scontro contro gli zombi di Sentry, Peter decapita Quicksilver che, in quel momento tentava di scappare con un contenitore contenente l'Uomo Sabbia, modificato da Peter e Jim con nanobot, capaci di eliminare i tessuti morti ed il sangue di Wolverine. Infine Peter si sacrifica con Wolverine e Hulk facendosi divorare dai nanobot dell'Uomo Sabbia.
- Colonnello America: a differenza di Capitan America della Terra-616, Steve Rogers, nella dimensione zeta è il Presidente degli Stati Uniti d'America anche se non per l'intero mandato. È uno dei primi eroi ad essere stato infettato. È lui che morde l'Uomo Ragno alla spalla, trasformandolo in uno zombi.  In questa serie Capitan America si scontra con Magneto, che, grazie ai suoi poteri riesce a controllare magneticamente lo scudo di Capitan America scoprendogli il cranio.  È uno dei pochi zombi supereroi, come l'Uomo Ragno, ad aver divorato Silver Surfer ed averne acquisito i poteri, ma viene ucciso dal Teschio Rosso, che gli estrae il cervello dal cranio ormai scoperto, uccidendolo definitivamente. Il cervello di Capitan America viene poi ritrovato da Reynolds e da Forge che lo trapiantano nel corpo defunto del figlio di Pantera Nera dando vita a un nuovo Colonnello America, ma con capacità intellettive dimezzate. Questo pseudo-eroe viene utilizzato nella battaglia contro i cosmo-zombi, ed infine viene teletrasportato in un'altra dimensione dal figlio di Fabian Cortez. Lo si rivede nella serie, Marvel Zombie il Ritorno, in una scena al di fuori del palazzo dove risiedono gli zombi di Sentry; in questa scena lo si vede morto, disteso su un mucchio di supereroi-zombi, ormai in via di decomposizione, probabilmente ucciso dal gruppo di Sentry.
- Iron Man: nella dimensione zeta, Tony Stark è stato richiamato da Nick Fury sull'eliveivolo dello S.H.I.E.L.D. per combattere il virus zombi e trovarne una cura in collaborazione con Reed Richards e Bruce Banner. Il trio prende la decisione di lavorare separatamente, così Tony progetta la creazione di una via di fuga dalla dimensione zera, riparando una macchina inter-dimensionale creata da Reed Richards. Mentre sta collaudando la macchina, Tony viene morso dai Fantastici Quattro che lo infettano. Più avanti, ormai trasformato in zombie e avvolto nella sua armatura, organizza a New York un incontro con tutti i non-morti della Terra. Durante lo scontro con Silver Surfer, Iron Man perde la maggior parte dei suoi denti e viene diviso a metà dai raggi cosmici, ma prima di soccombere riesce a divorareil cadavere di Silver Surfer, assorbendone i suoi poteri. Riesce ad avere la meglio, assieme ai suoi compagni, sui super-criminali zombie, divorando Galactus e acquisendone i poteri, viaggiando assieme ai suoi compagni nell'universo zeta alla ricerca di cibo. Ritorna nella serie, Marvel Zombi 2, dopo essersi ricostruito le gambe con delle protesi meccaniche. Torna così, assieme ai suoi compagni, sulla Terra per viaggiare verso una nuova dimensione alla ricerca di cibo, ma ritrovando degli esseri umani sopravvissuti e guidati dalla Pantera Nera. Durante lo scontro con i sopravvissuti, Tony perde lo stimolo della fame, così, assieme ai suoi compagni impone una tregua con la Pantera Nera, anche se un Hulk impazzito per la fame interrompe la tregua attaccando gli ex-compagni. Durante questo scontro, l'Hulk impazzito con un piede schiaccia la piastra magnetica di Tony, il suo cuore, e, alla fine, schiacciando anche gli organi del suo corpo, lo uccide. Nell'Universo-Zeta, nel corso della serie, Zombi il Ritorno, la storia di Iron Man si svolge durante una crisi d'affari di Tony Stark, dove Reed Richard gli chiede di riparare un suo congegno di teletrasporto interdimensionale. Nel frattempo, un'epidemia di un virus zombi colpisce la Stark Industries. l'epidemia viene diffusa da Giant-Man che vuole appropriarsi del teletrasporto interdimensionale. Qui, Jim Rhodes (alias War Machine) scampa all'epidemia trovando nei bagni dell'agenzia la tuta di Iron Man. La indossa e vola fino all'ufficio di Tony facendo una strage di zombi. Giunto in ufficio, Tony, ormai sbronzo di un liquido prezioso che teneva nascosto, spiega a Jim che l'armatura non può sparare raggi-laser poiché non possiede abbastanza energia. Jim riesce ad uccidere uno zombi che, prima di morire, riesce a mordere Virginia Potts. Alla vista dello zombi di Virginia, Tony vomita su di lei lo scotch che stava bevendo. Virginia Potts investita da quel liquido, muore, poiché lo scotch era pieno di nanobot che divorano tessuti morti. Tony lascia la bottiglia a Jim, e, facendosi divorare dagli zombi, in modo che i nanobot che ha ingoiato si diffondano tra i non-morti. Rhodes decide così di diventare il nuovo Iron Man. Più avanti Jim monta sulla sua armatura diversi tipi di armi ed alleandosi con gli zombi di Wolverine, Hulk e l'Uomo Ragno, e per poter eliminare il virus zombie e i contagiati. Assieme all'Uomo Ragno, ha rivestito l'Uomo Sabbia dei nanobot liberati durante lo scontro tra loro e gli zombi di Sentry. Il destino di Iron Man e dell'Uomo Sabbia, ormai gli ultimi umani sulla Terra, è tuttora sconosciuto.
- Wolverine: la prima apparizione di Logan in questo universo avviene durante uno scontro tra gli Alpha Flight zombi e gli X-Men. Dopo aver ucciso gli Alpha Flight, Magneto porta gli X-Men sull'eliveivolo dello S.H.I.E.L.D. per combattere il virus zombi. Durante un combattimento contro gli zombi, Logan viene morso ad entrambe le braccia dal Colonnello America e da Occhio di Falco, trasformandolo in uno zombi. Durante la trasformazione, Logan perde il suo fattore rigenerante. Si ritrova così a partecipare, assieme agli zombi a tutte le battaglie per il cibo, e, durante la battaglia contro Silver Surfer, mentre tenta di tagliare il braccio all'araldo, la pelle del suo arto si distacca dall'osso, per cui decide di amputarselo. Riesce comunque a divorare i resti del cadavere di Silver Surfer che gli doneranno potere cosmico. Durante la battaglia con i super-criminali zombi, Logan uccide il Fenomeno, sparandogli un raggio cosmico nella bocca, facendogli implodere la testa ; poi divora il corpo di Galactus acquisendone i poteri. Viaggia assieme ai suoi compagni defunti per l'Universo alla ricerca di cibo e ritorna nella serie, Marvel Zombi 2, col un braccio ricostruito meccanicamente, dove tornato sulla Terra per poter viaggiare in una nuova dimensione alla ricerca di cibo, trova, assieme ai suoi compagni dei sopravvissuti protetti dai defunti Pantera Nera, Occhio di Falco e Wasp. Dopo lo scontro con i sopravvissuti, Wolverine perde la fame, quindi gli zombi concordano una tregua con gli umani. Wolverine viene poi teletrasportato con tradimento dal figlio di Fabian Cortez in un'altra dimensione. La sua storia continua nella serie, Marvel Zombi il Ritorno, dove a Wolverine, comparso in Giappone, è tornata la fame. Qui salva Kitty Pryde dalle grinfie dei ninja della mano. L'Uomo Ragno svela a Kitty di essere un non-morto, proveniente dalla dimensione zombi, che sta cercando una cura contro la fame del virus zombi. Intanto Wolverine irrompe in un edificio dove si trovano alcuni eroi Giapponesi, ed uccide Sole Ardente, Pugno d'acciaio ed Elektra. Compare anche il Logan di quella dimensione, e i due Wolverine combattono fra di loro, anche se lo scontro viene interrotto dai ninja della mano trasformati in non-morti. Allo scontro si aggiungono anche l'Uomo Ragno e Kitty che uccidono il Wolverine-zombi. Poi il Wolverine-umano uccide il resto dei non-morti. Nell'ultima inquadratura del capitolo, l'Uomo Ragno oscilla con tra le sue ragnatele, Logan e Kitty si tengono per mano, anche se il mutante dice di sentire uno strano appetito notando sul suo braccio c'è un segno di morso. Lo si rivede poi, ormai zombi, con i defunti Hulk e Uomo Ragno, e l'umano Jim Rhodes nei panni di Iron Man, a combattere il virus zombi. Combatte contro gli zombi di Sentry, furioso con loro per aver divorato la sua amata Kitty Pride. Si sacrifica poi assieme ad Hulk e l'Uomo Ragno, facendosi divorare dai nanobot che rivestono l'Uomo Sabbia.
- Hulk: Bruce Banner viene convocato da Nick Fury sull'eliveivolo dello S.H.I.E.L.D. per trovare la cura, anche se verrà infettato da alcuni zombi presenti sull'eliveivolo. In questo stato, Bruce si trasforma solo quando sente la fame. Durante lo scontro con Magneto, gli strappa il piede e lo divora ; durante lo scontro con Silver Surfer lo uccide mangiandogli la testa e assorbendo così i suoi poteri cosmici. Assieme a Henry Pym inventa un cannone in grado di alterare il potere cosmico degli zombi, e da utilizzarlo contro Galactus. Durante lo scontro contro i super-criminali zombi, Hulk divora la testa di Rhino, anche se però si pente di averlo fatto poiché la carne dei defunti ha un sapore pessimo, immangiabile perfino per i non-morti. Divora poi Galactus, e avendone assorbito i suoi poteri viaggia per lo spazio alla ricerca di cibo. Ritorna nella serie, Marvel Zombi 2 dove dopo aver divorato assieme ai suoi compagni l'intero universo, tornano sulla Terra alla ricerca di una via verso una nuova dimensione per cibarsi di nuovi umani. Nel corso di una lite con Thanos lo uccide schiacciandogli il cranio. Quando scopre che sulla Terra si trovano dei sopravvissuti, impazzisce per la fame, e, dopo aver divorato un sopravvissuto si trasforma in Banner. Di nascosto riesce a sfuggire alla vista dei suoi nemici e ad intrufolarsi nel palazzo di T'Challa. Cercando di divorare Reynolds nella sala di controllo, disattiva inavvertitamente il campo di forza che protegge il palazzo permettendo agli zombi di attaccare i sopravvissuti. In realtà Hulk non vuole divorare esseri viventi, perché lo ritiene sbagliato, ma lo fa solo per non trasformarsi nel gigante verde. I crampi ricominciano e Bruce si trasforma in Hulk che irrompe in una sala dove gli zombi imponevano una tregua con gli umani, poiché hanno perso la fame. Gli zombi tentano di fermare Hulk, ma il Golia verde riesce ad avere la meglio uccidendo la maggior parte degli zombi :Occhio di Falco, Fenice, Iron Man e Firelord. Reynolds decide poi di sacrificarsi facendosi divorare da Hulk, in modo che il Golia Verde torni ad essere Bruce Banner, così lo scienziato implora ai suoi compagni di ucciderlo. Così Wolverine, l'Uomo Ragno e Giant-Man lo uccidono facendogli esplodere la testa con dei raggi cosmici. Nella dimensione-Z, Hulk compare durante gli inizi di World War Hulk, rabbioso per la morte della moglie Caiera, si dirige verso Attilan, sede degli Inumani, perché secondo Bruce, gli Illuminati hanno fatto esplodere la sua astronave provocando così la morte della sua amata. Giunto ad Attilan, Hulk e i Fratelli di guerra vengono attaccati dagli Inumani zombi e dai Giant-Man zombi. Hulk ed Elloe Kaifi riescono a sfuggire ai non-morti, ma, mentre scappano, Elloe nota che Hulk ha un morso di Giant-Man sulla spalla. Il virus comincia a fare effetto, così Hulk divora Elloe, poi, voltandosi verso la Terra, decide di andarci per divorare tutti gli abitanti. Hulk una volta sulla Terra viene calmato dall'aura di Sentry, ma Bruce Banner morde il braccio all'eroe trasformandolo in uno zombi. Più avanti si è alleato ai defunti Uomo Ragno, Wolverine e l'umano Jim Rhodey nei panni di Iron Man per fermare il virus zombi. Infine combatte contro gli zombi di Sentry,[2] e si suicida con Wolverine e l'Uomo Ragno, facendosi divorare dai nanobot che rivestono l'Uomo Sabbia.
- Giant-Man: alias Hank Pym, Giant-Man fa la sua prima apparizione durante una fuga, insieme Pantera Nera, dagli zombi presso il suo laboratorio, ma, essendo stato morso in precedenza da Wasp, si trasforma decidendo di catturare T'Challa per trovare una cura al virus e allo stesso tempo divorare pian piano il suo collega. Con gli zombi partecipa a numerosi scontri, come quelli contro lo S.H.I.E.L.D. e Magneto. Tiene al segreto il corpo di Pantera Nera dagli altri zombi, affinché non lo divorino, e per far tacere sua moglie, la decapita con un morso. Durante lo scontro con Silver Surfer, divora l'araldo acquisendone i suoi poteri, ed inventa una macchina che altera i poteri cosmici degli zombi, e la utilizza contro Galactus, utilizzando la potenza di tutti i cosmo-zombi (zombi con i poteri cosmici), e uccidendolo quasi. Durante la battaglia contro i super-criminali zombi, spiaccica la testa del Teschio Rosso e perfora coi raggi-cosmici il petto del Green Goblin, e forse è lui che lo uccide. Divorato Galactus e ottenuto i suoi poteri, vaga per lo spazio con i suoi compagni alla ricerca di cibo. Lo si rivede in Marvel Zombi 2, dove torna sulla Terra alla ricerca di un passaggio verso una nuova dimensione. Quando scopre che sulla Terra ci sono dei sopravvissuti protetti da Wasp, gli Accoliti, Pantera Nera e Occhio di Falco, decide di creare un allevamento di umani, e a queste parole, l'Uomo Ragno si ribella a Hank e gli scoperchia il cranio coi raggi-cosmici e assieme a Luke Cage si allea a T'Challa. Gli Accoliti attivano un campo di forza attorno al palazzo di Pantera Nera e il campo di forza trancia il piede a Hank. Dopo lo scontro, Hank perde la fame, e gli zombi impongono una tregua con gli umani, anche se l'aria pacifica verrà rovinata da Hulk. Viene teletrasportato con tradimento dal figlio di Fabian Cortez sulla Terra-Z. In questo universo, la fame di Pym è ricominciata e Giant-Man ha infettato la maggior parte degli eroi, tra cui gli Inumani e Hulk, e anche dei civili, come lo staff della Stark Industries. Fa parte degli zombi di Sentry e lavora per lui alla ricerca di un modo per attivare il trasportatore dimensionale dell'Osservatore allo scopo di accedere a nuove dimensioni da divorare. Viene poi divorato dai nanobot creati da Tony Stark trasportati dall'Uomo Sabbia.
- Luke Cage: è stato uno dei primi infetti, morso da Sentry assieme ad alcuni Vendicatori. Partecipa a tutte le battaglie con gli zombi e divora anche i resti di Silver Surfer e Galctus acquisendone i poteri cosmici, nello scontro con il divoratore di pianeti perde un braccio. Dopo aver vagato per l'Universo alla ricerca di cibo e sostituito il suo braccio con uno nuovo organico di colore verde, torna sulla Terra alla ricerca del teletrasportatore interdimensionale di Reed Richards assieme agli altri zombi. Giunto sulla Terra e trovando dei sopravvissuti capeggiati da Pantera Nera, decide di difendere gli umani assieme all'Uomo Ragno e ribellarsi ai compagni zombi. Durante la battaglia contro gli ex-compagni perde le gambe tranciate da un campo di forza protettivo del palazzo di T'Challa e la sua faccia viene sfigurata da un pugno del Gladiatore. Le sue gambe vengono poi sostituite da delle gambe meccaniche costruite da Forge. Al termine del capitolo viene teletrasportato con tradimento dal figlio di Fabian Cortez nella Dimensione Z sul pianeta degli Shi'ar dove li guiderà nella battaglia contro gli zombi di Sentry invano, perdendo definitivamente la vita.
- Wasp: è stata una dei primi infetti, morsa da Sentry assieme ad alcuni Vendicatori. Approfittando della disattenzione di Magneto riesce a morderlo al collo e a permettere agli altri zombi di divorarlo. Quando scopre che suo marito gli nasconde il corpo di Pantera Nera ancora vivo scoppia una lite tra i due col finire con la decapitazione della donna con un morso di Giant-Man. La sua testa, ancora viva, viene recuperata da T'Challa che ha ripreso conoscenza dopo le varie dosi di morfina datogli da Giant-Man. Entrambi vengono salvati dagli Accoliti che li fanno salire a bordo della loro navicella spaziale e li portano al sicuro attorno all'orbita terrestre. Dopo quattro anni si scopre che Wasp è riuscita a sconfiggere la fame e ora il suo corpo è stato sostituito da un corpo robotico capace di scagliare scariche elettriche. Prende la difficile decisione di infettare Pantera Nera per salvargli la vita e lo aiuta nel combattere la fame. Contraccambia l'amore che Reynolds gli aveva nascosto per più di quarant'anni. Partecipa alla battaglia tra gli uomini di Pantera Nera e gli zombi di Giant-Man dove viene schiacciata dal suo ex-marito. Reynolds, ormai avendo perso la sua donna amata, si suicida facendosi divorare da Hulk. Viene, ritrovata dopo la battaglia, sotto un mucchio di detriti da Forge; della donna zombi è rimasta solo la testa poi rimontata sopra ad un nuovo corpo meccanico. Viene teletrasportata a tradimento dal figlio di Fabian Cortez nell'Universo Z sul pianeta dei Kree che conduce alla battaglia contro gli zombi di Sentry invano, dove verrà uccisa.
- Pantera Nera: T'Challa viene inizialmente catturato da Giant-Man zombi per utilizzarlo come cavia per trovare una cura al virus. Hank Pym divora un braccio ed entrambe le gambe del re di Wakanda per saziare la sua fame. Dopo essersi ripreso dalle dosi di morfina, T'Challa riesce a scappale utilizzando delle stampelle al posto delle gambe e portando con sé la testa di Wasp zombi. Vengono entrambi salvati dagli Accoliti che li fanno salire sulla loro navicella spaziale e li portano nello spazio. Conoscerà poi Lisa Hendricks degli Accoliti con la quale si sposerà e avrà un figlio. Dopo cinque anni assieme agli Accoliti ritorna sulla Terra quando gli zombi l'hanno lasciata per divorare il resto dell'Universo. Diventerà il re di Nuova Wakanda: un villaggio formato dagli Accoliti e dei sopravvissuti. Dopo quarant'anni egli è ancora re e ha un nipotino, K'Shamba, figlio del suo defunto figlio T'Channa, ma il figlio di Fabian Cortez, Malcom, ha intenzione di prendere il posto di T'Challa e pur di averlo manda un suo uomo ad ucciderlo durante la notte. L'assassino riesce ad accoltellare T'Challa e il re si fa infettare da Wasp per continuare a vivere e la prima vittima che divora è il suo assassino. Si rinchiude in una cella di isolamento assieme a Wasp per combattere la fame. Durante il suo tentativo di fuga dagli uomini di Cortez s'imbatte negli zombi di Hank Pym e ingaggia una battaglia con loro dove gli verrà trafitto il petto da un pugno del Gladiatore. Al termine della battaglia, scopre che Malcom Cortez ha ucciso suo figlio in passato e che farà lo stesso con suo nipote in futuro, e dopo aver udito la confessione di Malcom viene teletrasportato nell'Universo Z sul pianeta degli Skrull dove li condurrà contro gli zombi di Sentry invano, dove verrà ucciso.
- Gli Spaventosi Quattro: è il nome della versione zombi dei Fantastici Quattro. La loro prima apparizione in Marvel Zombies: Giorni Morti li vede al Baxter Building mentre piangono sui corpi dei figli di Reed e Sue, Franklin e Valeria, uccisi da una She-Hulk infetta; Sue userà i suoi poteri per far implodere il cranio della zombi con un campo di forza creato all'interno della sua testa. In seguito verranno contattati da Nick Fury per andare sull'elivelivolo dello S.H.I.E.L.D. per riunirsi con gli altri super-umani e combattere il virus, e accompagnando anche Nova e Thor che hanno appena salvato da un gruppo di zombi. Sull'elivelivolo, Reed collabora assieme a Tony Stark e Bruce Banner per trovare una cura al virus, anche se separatamente, mentre Sue, Ben e Johnny combattono contro gli zombi e cercando di mettere in salvo i pochi sopravvissuti. Studiando il corpo degli zombi, Reed ipotizza che il virus è il nuovo stadio dell'evoluzione dell'uomo e per questo decide di infettare, segretamente, la sua squadra e poi se stesso per diffondere il virus sull'elivelivolo tra i super-uomini. Quando ormai l'infezione ha colpito tutti i super-uomini della terra e la razza umana è scomparsa, Reed decide di fuggire negli altri Universi per trovare sempre nuove fonti di cibo. Per accedere all'Universo Ultimate ingannerà il giovane Ultimate Reed Richards intrappolandolo nella sua dimensione e entrando in quella Ultimate. Nella nuova dimensione il quartetto verrà sconfitto e catturato da Ultimate Sue, Ultimate Ben e Ultimate Johnny e rinchiusi in una cella del Baxter Building. Riusciranno poi ad evadere dalla cella e a seminare il panico al palazzo del team fino a quando non interverrà l'Ultimate Dottor Destino potenziato da un demone confinato all'interno del suo corpo. Grazie ai suoi nuovi poteri, Van Damme riesce ad uccidere gli Spaventosi Quattro e a ricondurre i cadaveri nella loro dimensione.
- Magneto: Max Eisenhardt, alias Magneto, è uno dei pochi personaggi a non essere infettato in Marvel Zombi. In Marvel Zombi: Giorni Morti si scopre in una discussione tra lui e Fabian Cortez che il virus è stato inviato sulla terra da lui perché ipotizzava che il virus non colpisse la razza mutante e che quindi sterminasse quella umana. Si unirà allo S.H.I.E.L.D. per combattere gli zombi, ma riesce a salvarsi dall'infezione dopo che il virus ha colpito i membri della organizzazione. Più avanti salverà dagli zombi l'Ultimate Reed Richards e lo condurrà ad un gruppo di sopravvissuti protetti dal mutante; infine aiuterà i Fantastici Quattro Ultimate a fuggire nella loro dimensione con i pochi sopravvissuti e a distruggere la macchina del teletrasporto interdimensionale. Combatterà in una lunga battaglia gli zombi ai quali causerà gravi danni (Occhio di Falco verrà decapitato, Colonnello America perderà la parte superiore del cranio, il petto di Daredevil verrà perforato...), ma un morso al collo di Wasp lo indebolisce e lo rende una facile preda degli zombi che se lo divorano.
- Nick Fury: appare solo in Marvel Zombi: Giorni Morti dove dirige lo S.H.I.E.L.D. nel combattere l'infezione. Il suo piano si basa sul salvare più sopravvissuti possibili e portarli sull'elivelivolo per poi trovare una cura o una soluzione a cui lavorano Tony Stark, Reed Richards e Bruce Banner. Pur di combattere gli infetti si allea con super-criminali come Magneto, anche se alcuni come il Dottor Destino rifiutano l'alleanza. Viene divorato dai Fantastici Quattro, infettati da Reed Richards, sull'elivelivolo.
- Occhio di Falco: Clint Barton è uno dei primi umani ad essere infettati, morso da Sentry assieme ad alcuni Vendicatori. Partecipa assieme agli zombi alle battaglie contro gli agenti dello S.H.I.E.L.D. nella quale infetta Wolverine. Durante lo scontro con Magneto viene decapitato dal mutante, e la sua testa ancora viva viene ritrovata tra le rovine di New York dal nipote di Pantera Nera. A causa della solitudine per quattro decenni, ha perso molta parte della sua memoria e non sente più la fame, e stando a quel che dice Reynolds, ha paura di essere toccato perché pensa che chi lo tocca gli voglia togliere la pelle. Reynolds gli dona un corpo robotico dotato di balestra auto-ricaricabile sul braccio meccanico. Appoggia T'Challa durante il combattimento contro gli ex-compagni e morirà dopo aver subito un potente pugno da parte di Hulk. Il suo corpo viene seppellito assieme a quello di Iron Man, Fenice, Firelord e Hulk.
- Ash Williams: è il protagonista della serie cinematografica horror La casa e del crossover Marvel Zombies vs. Army of Darkness. Ash viaggia tra le varie dimensioni alla ricerca del Necronomicon Ex-Mortis (noto anche come il Libro dei Morti), quando capita sulla Terra-2149 (la terra dei Marvel Zombi) non ancora infettata dal virus zombi. Quando morì nel precedente capitolo, egli riuscì a vedere in paradiso il supereroe Sentry infettato che divorava un gruppo di persone. Nella attuale dimensione, Ash tenterà di avvertire i Vendicatori di fare attenzione alla sentinella dorata e verrà allontanato dal luogo dove si trova Sentry dall'Uomo Ragno. Dopo che il supereroe viene a sapere che i Vendicatori sono stati trasformati in degli assassini cannibali e dopo che viene morso da Colonnello America, i due eroi si separano: Peter torna a casa per mettere a sicuro la famiglia, mentre Ash rimane sul tetto di un palazzo (il quale si scoprirà essere quello di Kingpin) dove incontrerà il Punitore. Qui l'antieroico e violento vigilante chiederà ad Ash di unirsi a lui alla lotta contro gli zombi che stanno crescendo di numero, ma Ash lo rimane solo lui nella battaglia contro alcuni zombi. Ash salverà in seguito la vita di Dazzler attaccata dallo zombi Soldato d'Inverno uccidendolo con il suo fucile a canne mozze Boomstick. Successivamente verrà salvato da Scarlet dall'attacco dello zombi Howard il papero: il papero a sua insaputa divorerà una copia di Ash e verrà poi ucciso dall'uomo. Ash e le due mutanti giungono nella Casa del Dottor Strange alla ricerca del Necronomicon, ma verranno a sapere solo che si trova nel castello del malvagio Dottor Destino (Victor Von Doom) in Latveria. Giunti al castello vengono ospitati dal Dottor Destino il quale si scopre che tiene al sicuro un gruppo di sopravvissuti e che il suo castello rimane una dei pochi rifugi dagli zombi dopo la caduta dello S.H.I.E.L.D. Quando gli zombi successivamente attaccheranno Latveria, Ash perderà nella battaglia le sue alleati mutanti ed è costretto a fuggire dalla dimensione attuale assieme ai sopravvissuti in una nuova dimensione con l'aiuto di un Von Doom quasi trasformato in zombi. Ash precedentemente aveva rubato dalla libreria del castello il Necronomicon il quale gli rivela che la piaga che è di causata da uno sconosciuto virus alieno, non finirà mai fino a quando i resti dei corpi divorati non si alzeranno e uccideranno i super-zombi e si uniranno per formare l'Armata delle Tenebre. Ash scappa dalla dimensione attuale ed entra in una dimensione molto simile a quella precedente, ove al posto degli zombi si trovano supereroi trasformati in lupi mannari. Nella scena finale si vedrà Ash scappare dai lupi mannari che vogliono mangiarselo.